# 연음
연음(連音, sandhi) 또는 연성(連聲)은 형태소가 인접해 있는 다른 형태소의 영향을 받아 변하는 현상을 말한다.

## 예

### 한국어
한국어에서는 ㅄ, ㄳ, ㄽ 등의 일부 겹받침으로 끝나는 단어들에서 이런 현상을 발견할 수가 있다.
예를 들어 ‘값’이라는 단어가 단독으로 있을 경우 발음은 [갑]이지만 뒤에 조사 ‘이’·‘은’ 등이 이어져 ‘값이’·‘값은’이 될 경우, 각각 [갑씨]·[갑쓴]으로 발음된다. 하지만 이런 현상은 이어지는 단어가 조사, 접미사처럼 종속적 관계를 가진 형식 형태소일 경우에 한하여 발생한다. 예를 들어 ‘값어치’에서 ‘값’의 받침 ㅄ 발음은 ㅅ이 묵음이 된 [가버치]로 실현되고 연음 현상(linking)은 일어난다.

### 영어
영국 영어에서는 단어 끝에 오는 r의 발음을 하지 않지만 바로 다음에 모음으로 시작하는 단어와 연결 될 때에는 r 발음을 하게 된다. 
- there was [ðɛ:wəz]
- there is [ðɛ:rɪz]

### 프랑스어
프랑스어에는 리에종이라는 현상이 있다.

### 산스크리트어
산스크리트어에는 외연성과 내연성이라는 두 가지의 연음 현상이 있다. 외연성은 형태소와 형태소가 만날 때 적용되는 연음이며, 모음 연성, 비사르가 연성, 자음 연성의 세 종류가 있다. 내연성은 단일 형태소 안에서 적용되는 연음이다.

### 일본어
일본어에는 연탁, 자음중복, 연성(れんじょう, renjō)이라는 세 가지의 연음 현상이 존재한다.

## 같이 보기
- 교체
- 엘리종
- 리에종